# Minolta

Logo von Minolta

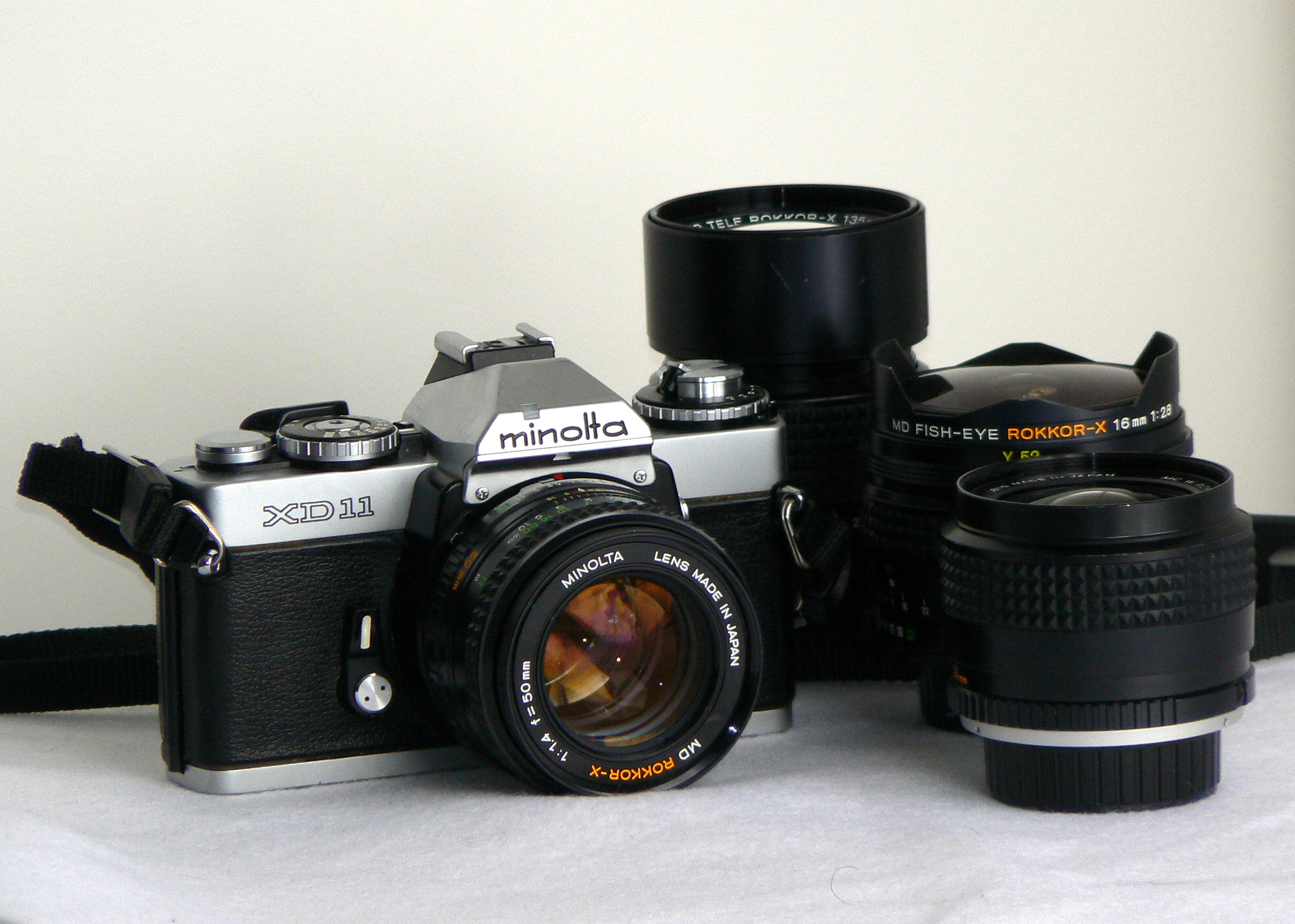
Analoge Minolta Spiegelreflexkamera mit Rokkor-Objektiven

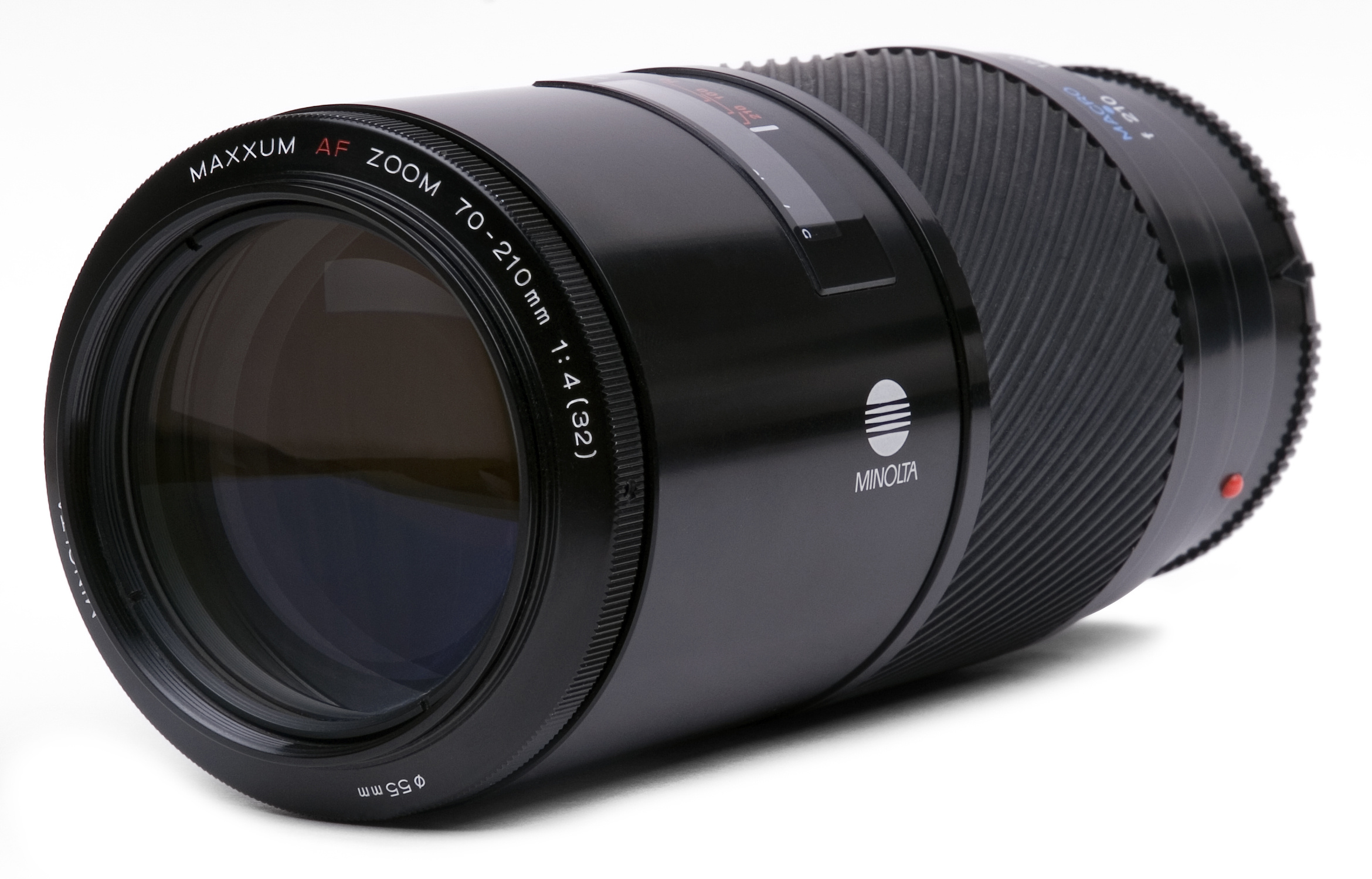
Minolta Autofokus Telezoom

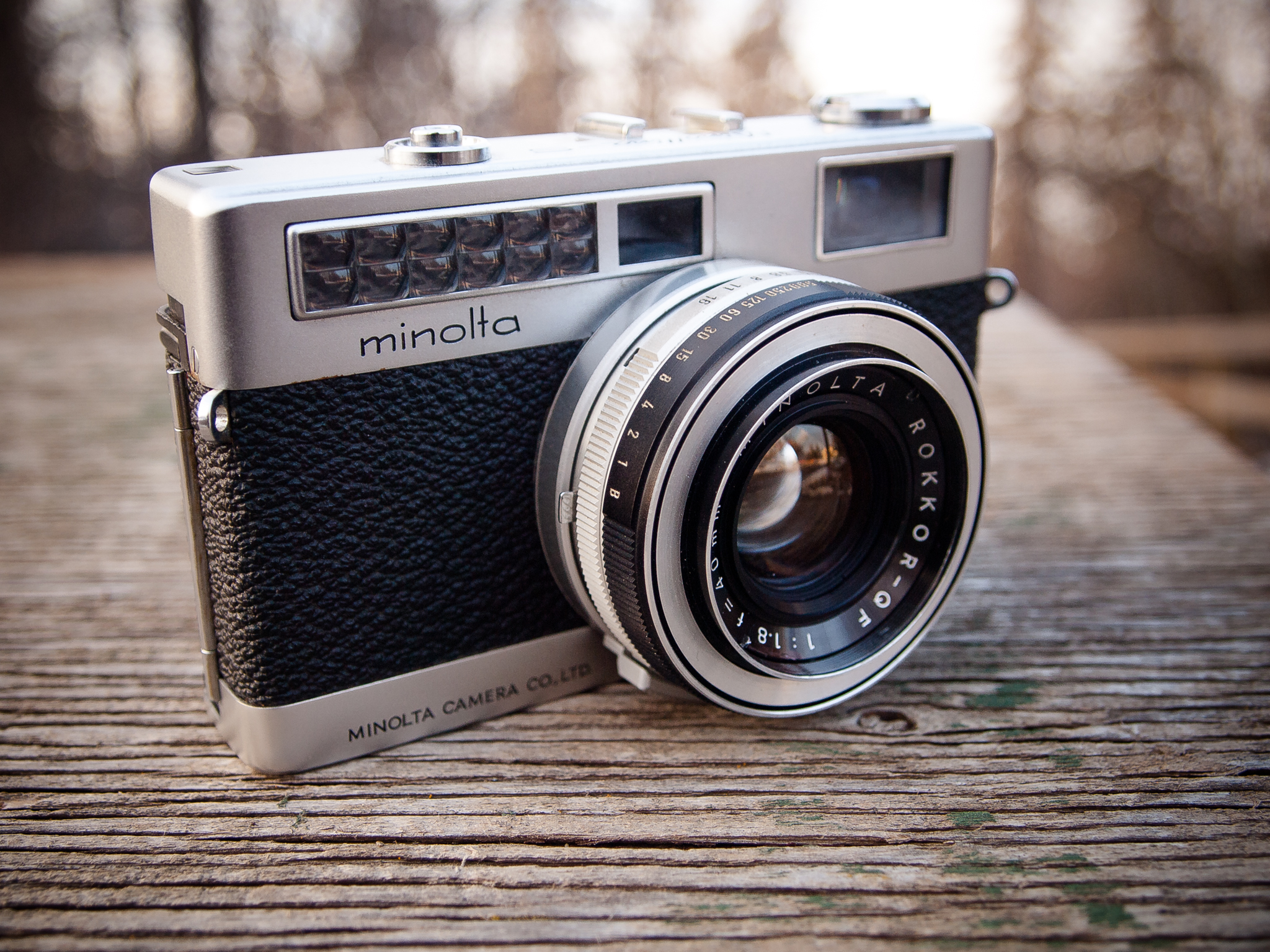
Minolta-Sucherkamera Minoltina S (1964)

Minolta war einer der ältesten Kamerahersteller Japans und bis 2003, nach Canon und Nikon, der drittgrößte der Welt. Die Firma existierte von 1928 bis 2006. Ein Teil der AV-DSLR-Systeme inkl. einiger Wechselobjektive wurde von Sony übernommen. Der als A-Mount bezeichnete Objektivanschluss von Sony entspricht weitestgehend dem Minolta AF-Bajonett von 1985.

## Geschichte
Die Unternehmensgeschichte reicht zurück bis ins Jahr 1928, als Kazuo Tashima am 11. November in Osaka das Nichi-Doku Shashinki Shōten (日独写真機商店, „japanisch-deutsches Kamerageschäft“) gründete.
Im Juli 1931 wurde das Unternehmen in Molta KG („Mechanismus, Optik und Linsen von Tashima“) umbenannt und der Markenname Minolta („Mechanismus, Instrumente, Optik und Linsen von Tashima“) registriert. 1937 erfolgte eine weitere Umbenennung in Chiyoko (Chiyoda Kogaku Seiko Kabushiki Kaisha) beziehungsweise Chiyoda Kogaku.
Erst seit Juli 1962 wurde die Bezeichnung Minolta Camera Company (Minolta Kabushiki Kaisha) auch als Firma genutzt.
1961 hatte Minolta den Nasskopierer Copymaster, 1977 das erste Pulsoxymeter für Messung am Finger OXIMET MET-1471 vorgestellt. Von den sechziger Jahren bis zur Mitte der siebziger Jahre gab es hohe Zuwachsraten im Kamerabau. Nach dem Konjunkturtief Mitte der Siebziger hatte Minolta 1985 den Kameraanteil am Umsatz schon fast auf die Hälfte zurückgedrängt.

Logo von Minolta-QMS

Im Jahr 2000 wurde der Druckerhersteller QMS von Minolta übernommen; es entstand die Firma Minolta-QMS.
Im August 2003 erfolgte die Fusion der Minolta Co., Ltd. mit der Konica Corporation zur Konica Minolta Holdings, Inc. (jap. コニカミノルタホールディングス, Konika Minoruta Hōrudingusu). Die Fusion wurde im Januar 2004 abgeschlossen. Eine Kooperation der beiden Firmen in der Erforschung und Entwicklung bestimmter neuer Produkte bestand aber bereits seit dem April 2000. Das Unternehmen operierte seitdem unter der Bezeichnung Konica Minolta, die gleichzeitig auch der neue Markenname wurde.
Unter dem Dach der neuen Holdinggesellschaft wurden auch die europäischen Hauptquartiere Konica Minolta Business Solutions Europe GmbH (Langenhagen) und Konica Minolta Photo Imaging Europe GmbH (Hohenbrunn) zusammengefasst; die neuen Unternehmen bilden die Rechtsnachfolge der früheren Konica Business Machines Deutschland GmbH, Konica Europe GmbH und der Minolta Europe GmbH. Die Unternehmen besitzen 26 europäische Niederlassungen mit rund 6.000 Angestellten.
Im Sommer 2005 kündigte Konica-Minolta eine strategische Partnerschaft mit Sony an, zusammen wollten die beiden Unternehmen hochwertige Digitalkameras entwickeln. Am 19. Januar 2006 gab das Unternehmen dann den Rückzug aus dem Kamerageschäft mit Endkunden zum 31. März 2006 bekannt. Das Foto-Filmgeschäft wurde endgültig eingestellt. Sony übernahm das Autofokus-Spiegelreflex-System und führt es digital bis heute als Teil des Alpha-Systems weiter. Konica Minolta stützt sich auf andere Marktsegmente.

### Kooperationen in der Optik
Minolta ist auch wegen ihrer Zusammenarbeit mit den traditionellen europäischen Manufakturen Leitz (Leica) und Hasselblad bekannt geworden.

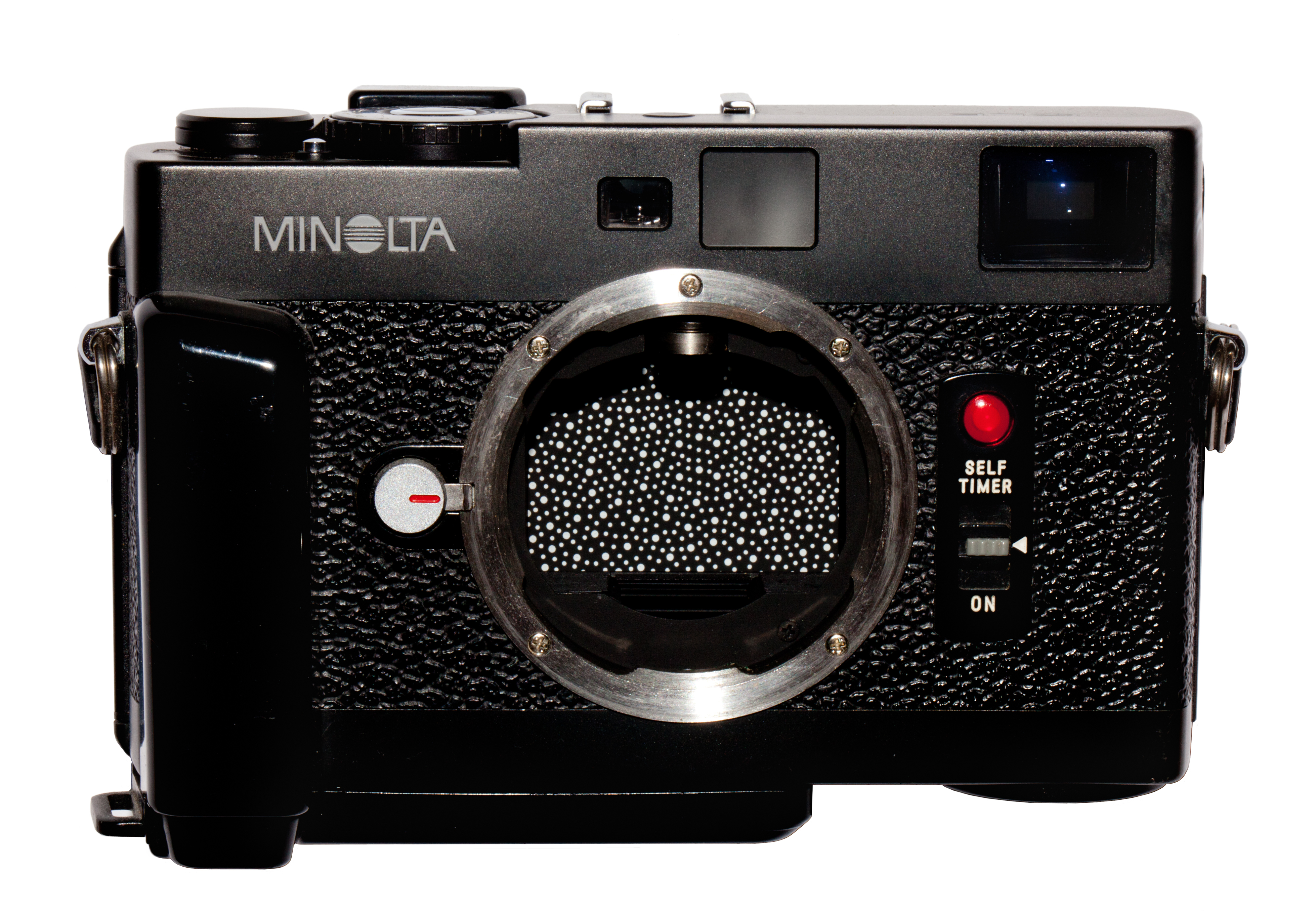
Minolta CLE ohne Objektiv, dadurch ist der Verschlussvorhang sichtbar

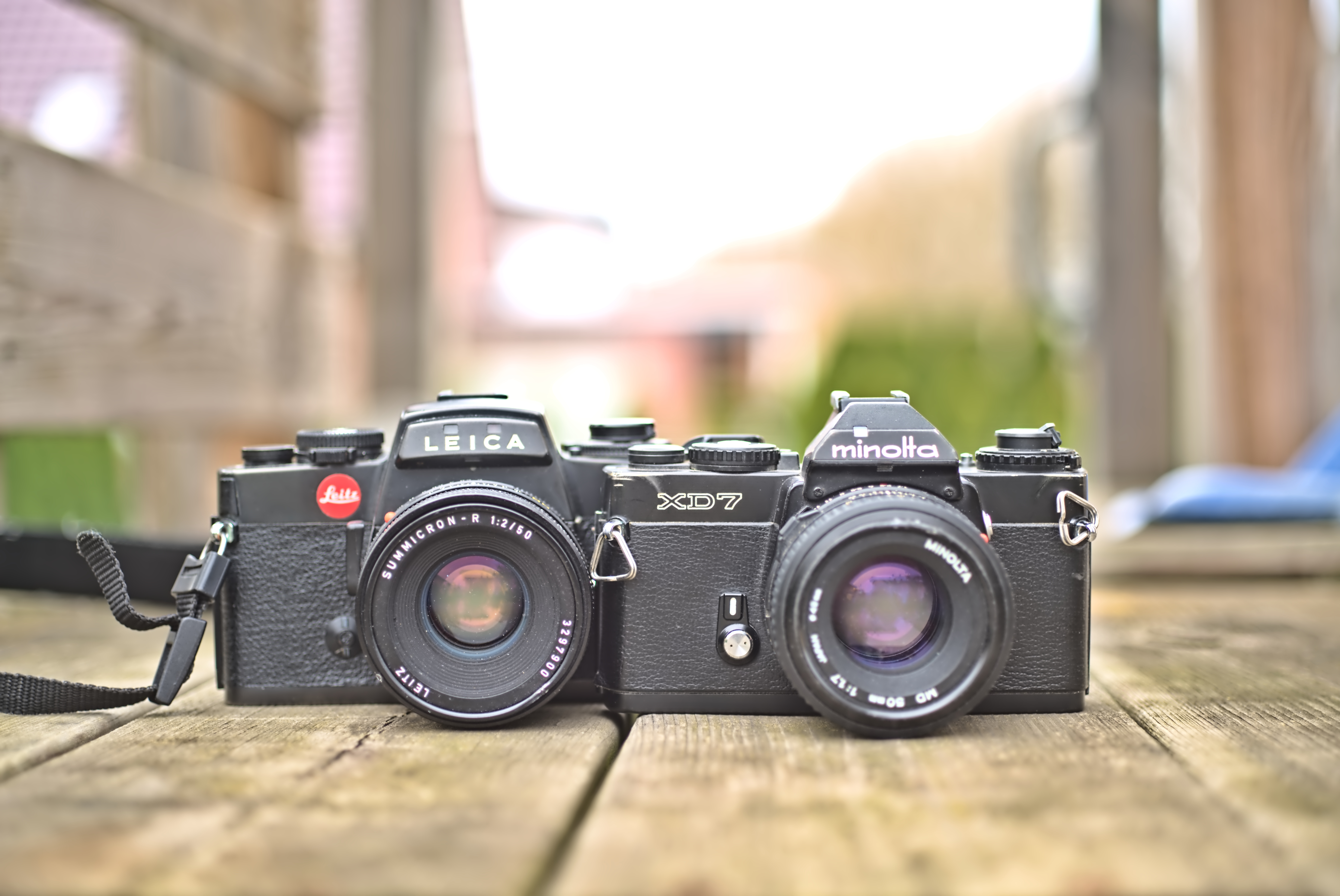
Minolta und entsprechende Leica (etwa 1980)

In den 1970er Jahren gab es eine enge Kooperation zwischen Leitz und Minolta, die offiziell 1972 begann. 1973 wurde die legendäre Leica CL als Leitz-Minolta CL vorgestellt, eine hochwertige Messsucherkamera mit Wechselobjektiven. Die CL ist bis heute die kleinste und leichteste Leica (ausgenommen Digitalkameras); sie wurde so populär, dass Leitz sich dem Hörensagen nach gezwungen sah, die Notbremse zu ziehen. Minolta brachte dann 1981 die stark verbesserte Minolta CLE in Eigenregie heraus. Weiterhin arbeitete Minolta mit Leitz an der Leica R3, diese wurde die erste Leica Spiegelreflexkamera mit elektronischer Steuerung und entsprach in weiten Teilen der Minolta XE-Serie (ab 1974). Diese Gehäuse verwenden den von Leitz entwickelten, von Copal gefertigten und von Minolta angepassten, besonders weich laufenden, elektronisch gesteuerten CLS-Metalllamellenverschluss. Die Leica R4 (ca. 1980) beruhte technisch teilweise auf der Minolta XD7 (1977). Auch bei einigen Objektiven gab es eine Kooperation in beiden Richtungen, so basieren einige Leica-Objektive dieser Zeit auf Minolta-Rechnungen und wurden von Minolta produziert (z. B. das Fish-Eye 2,8/16 mm oder das Spiegeltele RF 8/800 mm), und umgekehrt gab es z. B. das Leitz 6,3/800 mm Telyt-S-Fernobjektiv auch mit Minolta SR-Bajonett, und für die Leitz Photare 12,5 mm und 25 mm wurden passende Adapter angeboten. Die Minolta MD und AF 4/70–210 mm Objektive sollen hingegen auf dem Leica-R-Gegenstück basieren. Eine lose Zusammenarbeit gab es jedoch noch lange über die 1970er Jahre hinaus, so entspricht z. B. der Leica Winkelsucher-R (14300) für die Leica SL2 und die Leica R3 bis R9 bis auf den Okularanschluss dem Minolta Winkelsucher Vn.

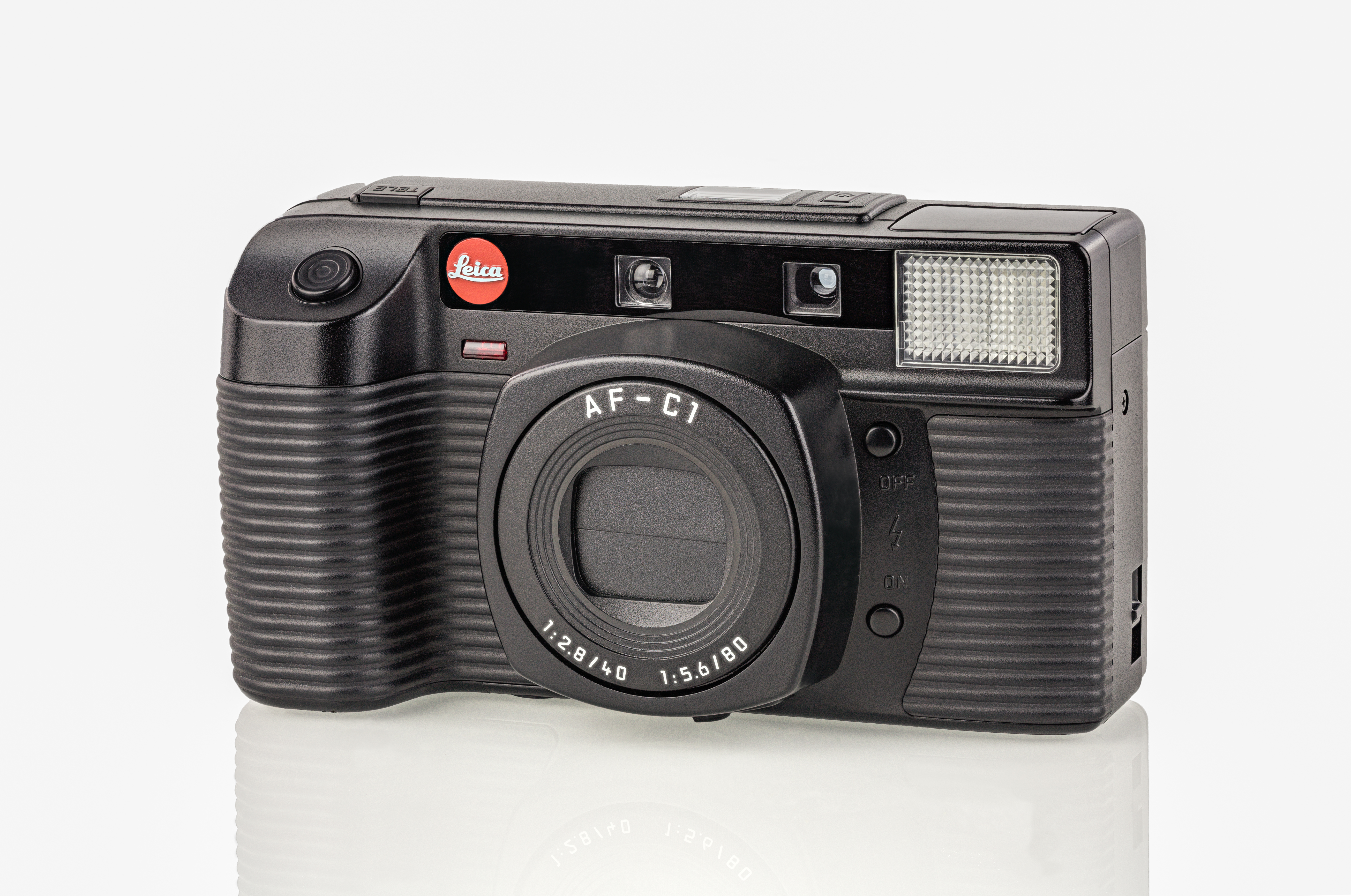
Die erste Leica-Kompaktkamera, bauähnlich mit und produziert von Minolta (1989–1991)

Auch die Leica AF-C1 (1989–1991), die erste Leica-Kompaktkamera, entstand in Zusammenarbeit mit Minolta. Sie verfügte über eine Belichtungsautomatik, eingebaute Motoren für Filmaufzug und Rückspulung, einen eingebauten Blitz sowie einen Autofokus.
Für die Hasselblad Mittelformatkameras entwickelte Minolta ihre proprietäre Mattscheibentechnik Acute-Matte weiter, die Minolta mit der XD7 ab 1977 in den Markt eingeführt hatte, in Prototypen aber bereits seit 1973 erprobte. Durch den Einsatz dieser modernen Einstellscheiben mit Mikrowabenlinsen wurde das Sucherbild der Hasselblad-Kameras der V- und H-Serien ab 1989 insgesamt wesentlich heller und zum ersten Mal gleichmäßig ausgeleuchtet. Das erleichtert die Scharfeinstellung, vor allem bei wenig Umgebungslicht. Ab 1996/1997 bot Hasselblad die verbesserten Acute-Matte Typ D-Einstellscheiben an. In einem anderen belegten Fall der Zusammenarbeit kam später der AF-Kreuzsensor der Minolta Dynax 9 auch in der Hasselblad H1 (2002) zum Einsatz, die in Japan auch als Fujifilm GX645AF Professional vermarktet wurde.
Auch mit Agfa gab es verschiedentlich Kooperationen, so entsprach etwa die Agfa Microflex-300 Sensor-Filmkamera der Minolta Pocket Z-8 / Pocket-8 400 von 1973, und hinter der Agfa ActionCam von 1995 verbirgt sich die Minolta RD-175, eine frühe DSLR für das Minolta-A-Bajonett.
Umgekehrt entsprang die Sofortbildkamera Minolta Instant Pro von 1990 entwicklungstechnisch einer Seitenlinie der Polaroid Spectra Pro, und kleine Minolta-Videorekorder wurden schon zuvor (zumindest zum Teil) von Hitachi produziert.
Zum Zwecke der Adaption des Minolta Telezooms 8/100–500 mm und des Spiegelteles RF 8/500 mm an Arriflex-Filmkameras kooperierte Minolta um 1980 auch mit der japanischen Fernsehgesellschaft NHK.

### Seagull, China
Die genaue Art der Zusammenarbeit mit dem chinesischen Kamerahersteller (Shanghai) Seagull ist noch nicht endgültig geklärt. Fest steht jedoch, dass Seagull bereits in den 1960er Jahren unter eigenem Namen Gehäuse mit SR-Bajonett hergestellte, die Original-Minolta-Gehäusen (u. a. der SR-1) nachempfunden waren und ab ca. 1971 auch in Deutschland auftauchten, und dass Minolta Anfang der 1990er Jahre die Produktion von Gehäusen der damals schon nicht mehr aktuellen Minolta X-300-Serie nach China an Seagull ausgelagert und später dann ganz abgegeben hat, woraufhin Seagull unter eigenem und fremden Namen diverse Derivate und Weiterentwicklungen auf Basis dieses Minolta-Chassis herausgebracht hat. Die Tatsache, dass Seagull einige Zeit nach der Aufgabe des Kamerageschäfts durch Konica Minolta auch begonnen hat, verschiedene Zubehörteile anzubieten, die Teilen aus dem ehemaligen Minolta-Lieferprogramm täuschend ähnlich sehen, nährt die Vermutung, dass diese Teile auch schon vorher bei Seagull für Minolta produziert wurden. So entspricht z. B. der Seagull Magnifier der Minolta Sucherlupe Vn und der Blitzschuhadapter Seagull SC-5 erscheint als Weiterentwicklung des Minolta FS-1100 mit zusätzlicher PC-Buchse.

### Bei Digitalkameras
Einige Minolta-Digitalkameras stammen vom taiwanesischen ODM-Hersteller Skanhex, darunter auch die Dimage 2300 und 2330 Zoom. Letztere Kamera entspricht der Skanhex SX-230Z und war mit leicht anderem Gehäuse auch unter anderen Namen wie Jenoptik JD 2300 z3, Rollei d23 com, Soligor SX-230z und Maginon SX230z auf dem Markt.

### Als Konica Minolta
Konica Minolta fertigt auch nach dem Rückzug aus der Fotosparte noch optische Baugruppen für andere Hersteller, so beispielsweise Objektive für JVC-Videokameras wie die HD Everio GZ-HD3 von 2007. Deutliche Hinweise auf eine (möglicherweise aber nur übergangsweise) bestehende Zusammenarbeit von Konica Minolta als Zulieferer für Komponenten des Sony-α-Systems gibt es ebenfalls. So geht etwa die erste DSLR in diesem System, die 2006 vorgestellte Sony Alpha DSLR-A100 praktisch komplett auf ein Konica Minolta-Design zurück, wie eine Analyse der Firmware als auch die Konica-Minolta-Codenummern „2187“ im Service-Manual der Kamera zeigen. Auch die zweite Kamera dieser Reihe, die 2007 vorgestellte Sony Alpha DSLR-A700, basiert Hinweisen im „Service Manual“ zufolge auf einem Entwurf, der von Konica Minolta unter der Codenummer „2179“ zumindest noch begonnen wurde.

## Produktspektrum

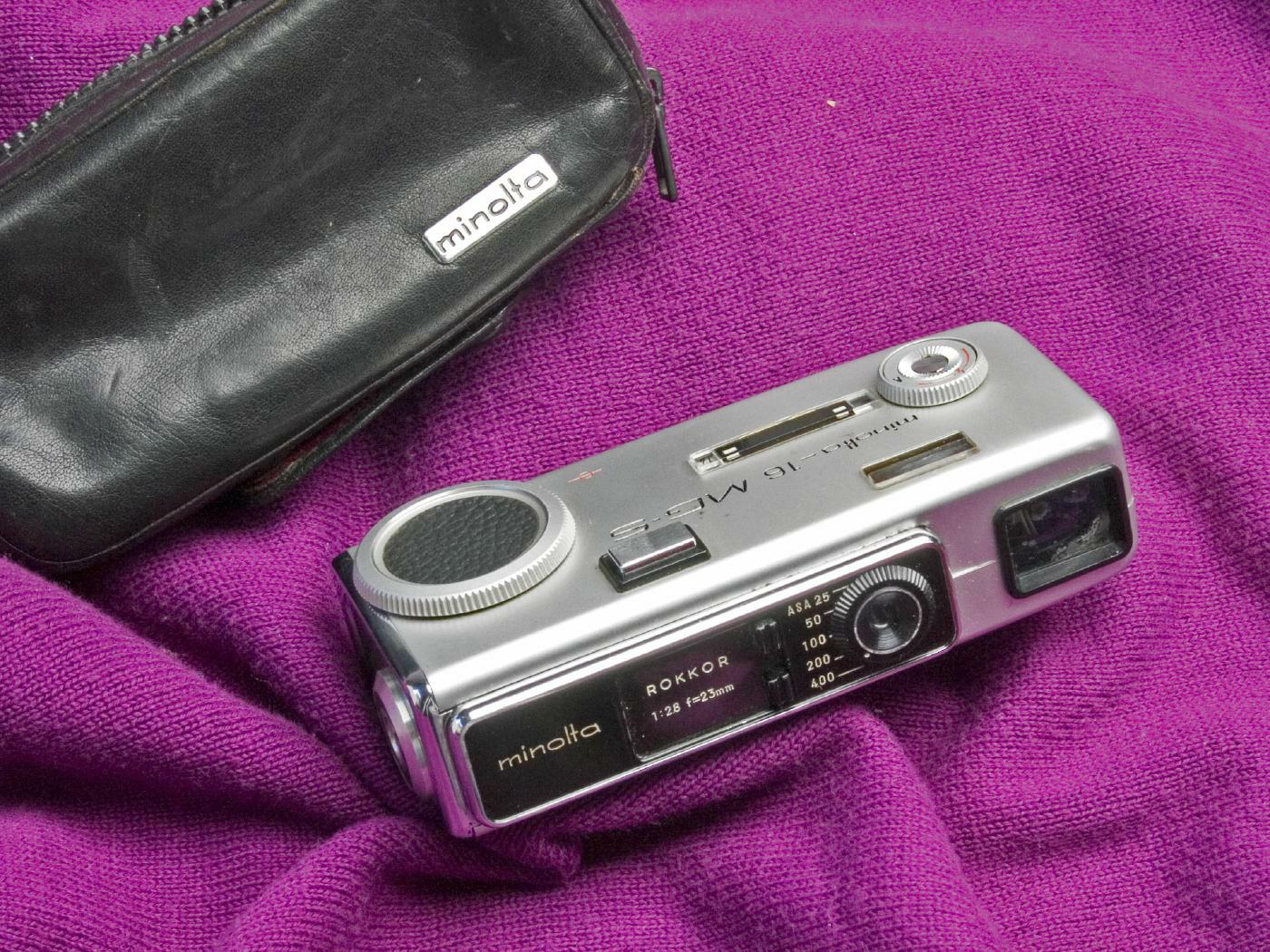
Minikamera Minolta 16 MG-S für 16-mm-Film in Minoltaeigener Kassette (etwa 1970)

Das Produktspektrum von Minolta umfasste Digitalkameras, Kleinbildkameras, Ferngläser, multifunktionale Officesysteme, Kopiersysteme, Laserdrucker, Faxsysteme, Scanner sowie Farb- und Lichtmesssysteme. In der langen Unternehmensgeschichte stellte Minolta beispielsweise auch Mittelformat-, Disc-, Pocket- und APS-Kameras her, sowie historisch bedingt Planetarien. Minolta war, nach Canon und Nikon, der drittgrößte Kamerahersteller der Welt. Eine führende Rolle nahm Minolta in der Herstellung von Belichtungsmessern ein, speziell auch Spotbelichtungsmessern sowie Farbtemperaturmessern.

## Fotografie
Das Unternehmen wurde durch seine Produkte, vor allem im Optik-, Kamera- und Film-Sektor, bekannt. Bereits 1940 entwickelte Minolta die ersten Rokkor-Objektive; diese Objektivbezeichnung wurde in einigen Produktreihen bis heute beibehalten. Minolta war einer der wenigen Hersteller, die auch ein eigenes Werk zur Herstellung optischer Gläser betrieben.
Unter dem Namen Hi-Matic produzierte Minolta zwischen 1962 und 1984 eine Serie von Kleinbild-Kompaktkameras. Die erste Hi-Matic erreichte Bekanntheit, als ein Exemplar von John Glenn im Jahr 1962 ins All gebracht wurde und den Namen Minolta bekannt machte.

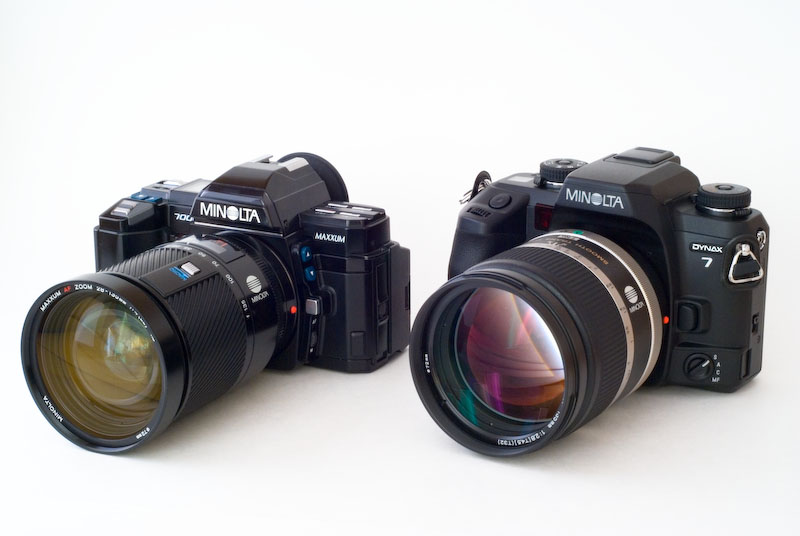
Minolta AF-Spiegelreflexkameras
7000 und Dynax 7

Minolta führte mit dem ersten, eigenen Spiegelreflex-Modell SR-2 im Kleinbildformat (1958) als Anschluss das sogenannte SR-Bajonett in die Serie ein. Das Auflagemaß (Abstand Filmebene bis Bajonettanlagefläche) beträgt hierbei 43,5 Millimeter. Bei Objektiven für das SR-Bajonett und mit automatischer Springblenden-Funktion ragt ein Kupplungshebel über den hinteren Objektivanschluss hinaus. Die häufiger im Zusammenhang mit dem Bajonett anzutreffenden Bezeichnungen „MC“ oder „MD“ weisen auf später (nach dem ersten Erscheinen) realisierte Zusatzfunktionen hin; „MC“ (meter coupling) erlaubt die Offenblendmessung, „MD“-Objektive sind für Blenden- und/oder Programmautomatik der Kamera vorbereitet, ältere „MC“-Versionen ermöglichen nur die manuelle Belichtungsmessung oder Zeitautomatik. Das SR-Bajonett erhielt nie eine Erweiterung um elektrische Kontakte (Ausnahme: Der MD-Kuppler als zusätzlicher Schalter am äußeren Umfang des Bajonettes), wie es etwa bei Pentax (Übergang K- auf KA-Bajonett) der Fall war. Einhergehend mit den Entwicklungsschritten am Bajonett wurden auch die Vergütungen der Objektive im Laufe der Zeit verbessert (Minolta-Bezeichnung bei Mehrschicht-Vergütung: „Achromatic Coating“).
Besonderheiten im damaligen Objektivprogramm mit manueller Fokussierung waren u. a. das VFC-Rokkor 2.8/24 mit variabler Bildfeldwölbung oder auch das Shift-CA-Rokkor 2.8/35, welches neben der variablen Bildfeldwölbung eine Perspektivkorrektur erlaubte, hierbei aber im Gegensatz zu Modellen anderer Hersteller die automatische Springblendenfunktion bot. Das Varisoft-Rokkor 2.8/85 ließ eine stufenlose Weichzeichnung zu. Die Apo-Tele Rokkore 5.6/400 und 6.3/600 (jeweils mit einer Calciumfluorid-Linse) sowie auch das späte Modell MD-Apo-Tele-Zoom 8/100-500 (mit zwei Linsen aus Sondergläsern) waren apochromatisch korrigiert. Folgende Objektive besitzen eine von Minolta mit Floating-Focusing bezeichnete Nahbereichskorrektur: Rokkor 4/17, Rokkor 2.8/20, MC-Rokkor 2.8/21, Rokkor 2.8/24, VFC-Rokkor 2.8/24, Rokkor 2.0/28. Die Tele-Rokkore 4.5/300 sowie 6.3/600 besitzen Innenfokussierung. Es standen außerdem noch Fisheye-, Makro-, Zoom- und Spiegellinsen-Objektive im Programm, womit ein Brennweitenbereich von 7,5 mm bis zu 1600 mm angeboten wurde. Bei den Zubehörteilen besaßen auffallende Merkmale die überbauten Polfilter (Filterscheibe größer als das Gewinde der Objektiv-Frontlinse) und die Nahlinsen, welche nicht wie bei den meisten anderen Herstellern als einzelnes Glas, sondern als verkittetes Linsenpaar und somit achromatisch korrigiert ausgeführt waren.
Einen weiteren Meilenstein setzte Minolta 1985, als mit der Minolta 7000 die erste Spiegelreflexkamera mit einem ins Gehäuse integrierten Autofokusmotor auf den Markt gebracht wurde.
Sie war Teil des neu entwickelten AF-Systems der Dynax-Serie. Mit den neuen Autofokus-Kameras wurde das AF-Bajonett eingeführt, was nicht kompatibel ist zum bisherigen SR-Bajonett; Objektive für letzteres können an den AF-Kameras nicht verwendet werden, auch nicht bei manueller Scharfstellung. Das AF-Bajonett verfügt nun vorrangig über elektrische Kontakte und nur noch zwei mechanische Kupplungselemente. Die  Mitbewerber konnten vergleichbare Produkte erst erheblich später vorstellen; so erschien die erste AF-SLR von Nikon, die Nikon F-501, beispielsweise erst im August 1986. Canon folgte 1987.
In den Jahren zuvor gab es nur vereinzelte (fast noch experimentelle) Insellösungen, die keine weite Verbreitung fanden; die Minolta 7000 öffnete hingegen den Markt für AF-SLRs überhaupt. Während sich die Minolta 7000 eher an den Amateur wandte, war die kurze Zeit später erschienene Minolta 9000 für professionelle Anwender konzipiert. Zu den letzten analogen Kleinbild-Spiegelreflexkameras gehörten die Dynax 9 und die Dynax 7.

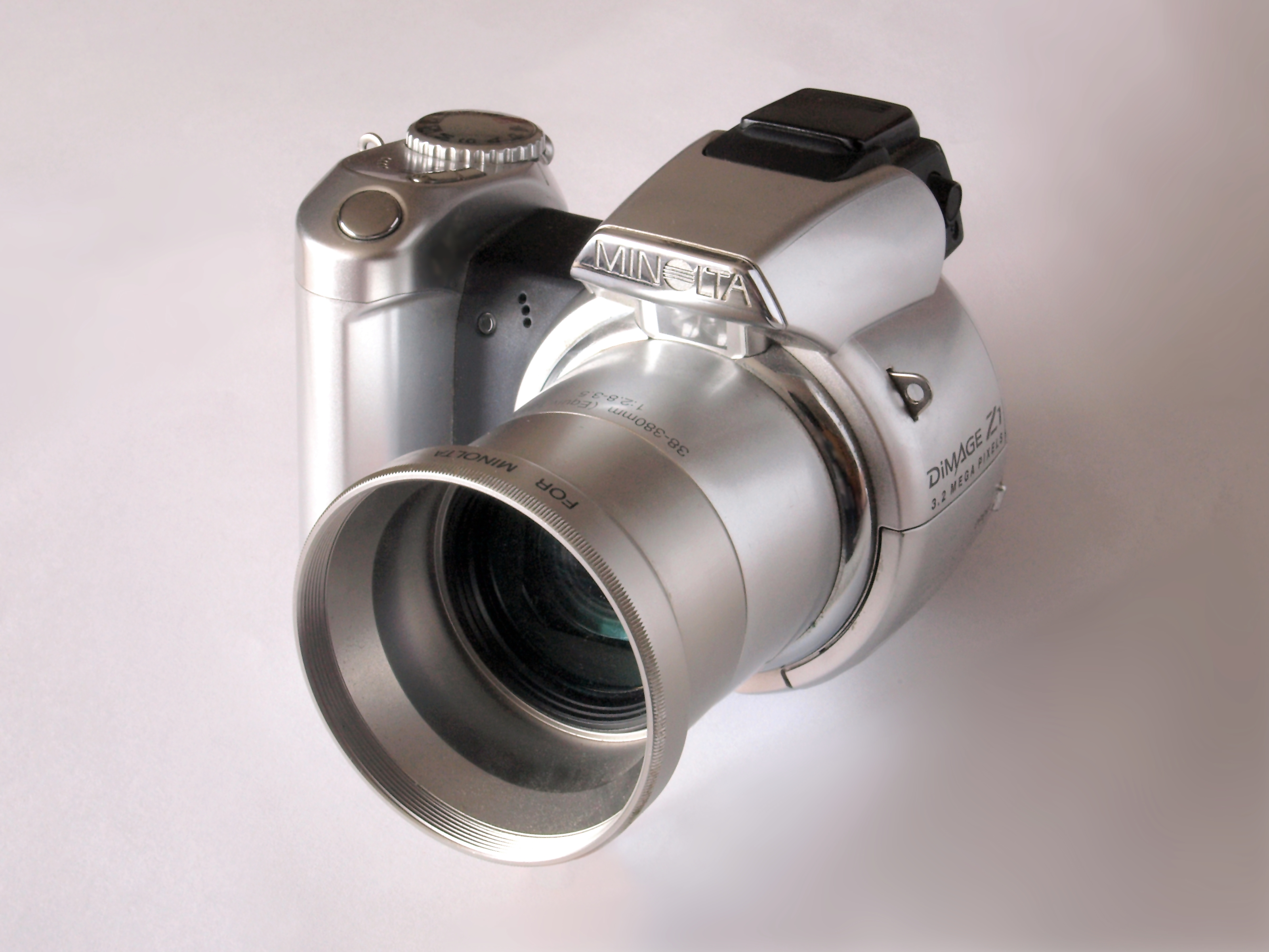
Kompakte Digitalkamera Minolta Dimage Z1 (2003)

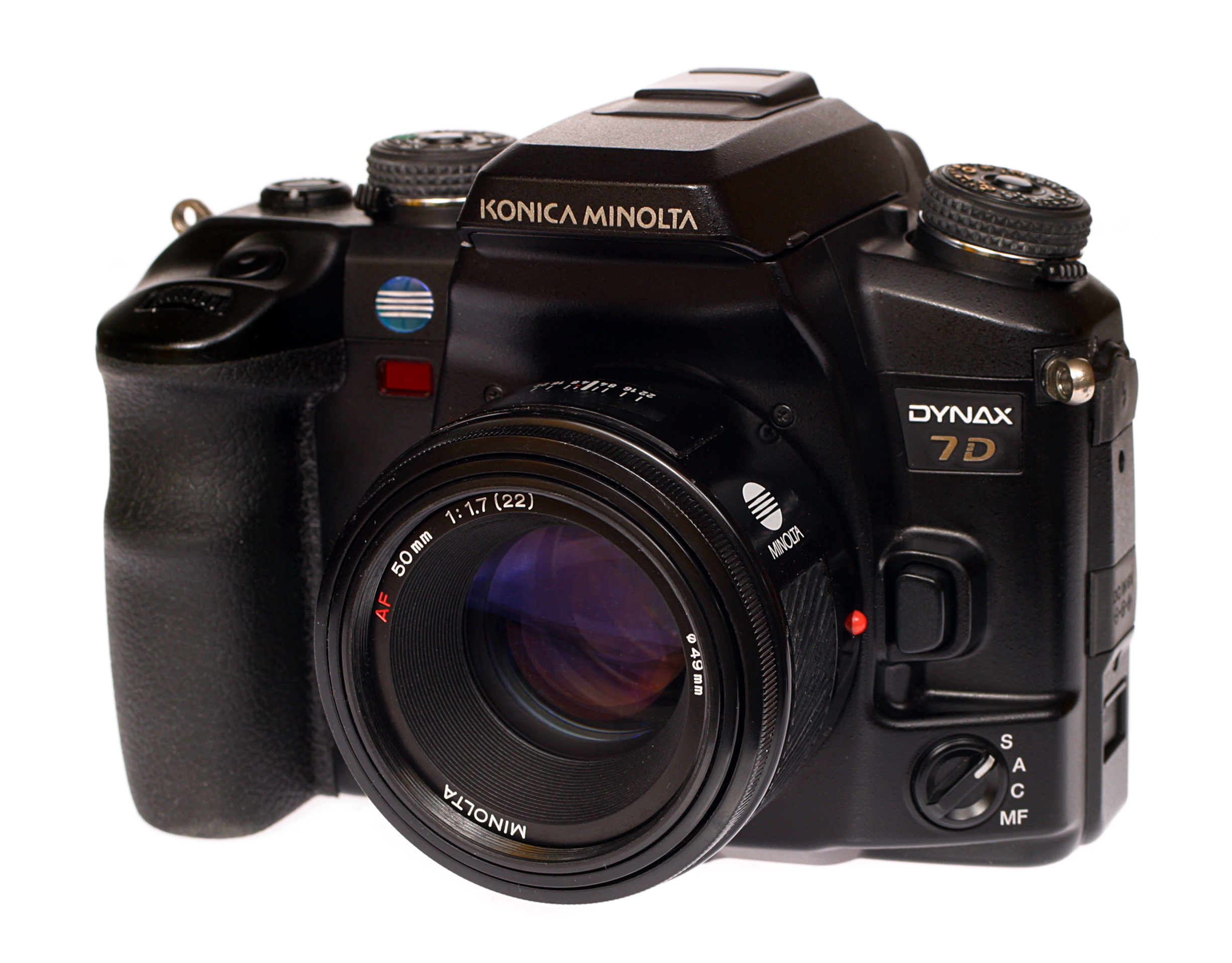
Konica Minolta Dynax 7D, digital

### Digitalfotografie
Digitalkameras stellte Minolta seit 1986 her; das Unternehmen zählt damit zu den ersten Anbietern von Digitalkameras überhaupt. Bereits auf der photokina 1986 wurde eine Still Video Back für die Minolta 9000 vorgestellt. Es folgten unter anderem die RD-175 (1995) mit einer Auflösung von – für damalige Verhältnisse beachtlichen – 1,75 Megapixeln sowie die Dimage RD-3000 mit 2,7 Megapixeln – beides digitale Spiegelreflexkameras.
1996 erschien die Dimage V für Fotoamateure, welche auch die unter Minolta Dimage fortgeführte Modellreihe begründete; die ebenfalls für den Consumerbereich konzipierten beiden Nachfolgemodelle Dimage EX Wide und Dimage EX Zoom von 1998 zeichneten sich ebenso wie die Dimage V durch eine vom Kameragehäuse abtrennbare Aufnahmeeinheit aus, die durch ein Kabel mit der restlichen Kamera verbunden war; diese Idee wurde bisher von keinem Mitbewerber aufgegriffen.
1999 erschien mit der Dimage 3D 1500 eine digitale Spezialkamera zum Generieren von 3D-Modellen, danach konzentrierte sich Minolta weitgehend auf Digitalkameras für das profitable Consumer-Segment, was sich in einer Flut von Modellen zeigte. Die Consumer-Spitzenmodelle finden sich in den Dimage A- und Z-Familien (z. B. die Dimage A2, Dimage A200, Dimage Z5 u. a.).
2003 erschien die Dimage Z1 mit einem zehnfach-Zoom (entsprechend 38 bis 380 mm Brennweite im Kleinbildbereich), das eine Eigenentwicklung von Minolta war; sie zeichnete sich auch durch geringes Bildrauschen aus.
Seit Ende 2004 war mit der unmittelbar vor der photokina angekündigten Dynax 7D auch wieder eine digitale Spiegelreflexkamera auf dem Markt – die erste Spiegelreflexkamera mit eingebautem Bildstabilisator, dem sog. Anti-Shake-System (AS). Im September 2005 bekam sie durch ihre kleinere Schwester Dynax 5D Zuwachs. Für 2006 schließlich waren von Konica Minolta und vom 2005 neu angekündigten Kooperationspartner Sony mehrere DSLRs mit Minolta-A-Bajonett (vage) angekündigt, erschienen aber nicht mehr unter diesem Konica Minolta-Namen, denn im Januar 2006 gab Konica Minolta bekannt, dass sich das Unternehmen ab 1. April 2006 aus dem Kamera- und Filmgeschäft zurückziehen würde. Dabei sollte Sony das Geschäft mit digitalen Spiegelreflexkameras des Dynax-Systems übernehmen.
Die erste Sony DSLR Alpha, die am 5. Juni 2006 eingeführte Alpha 100, konnte in vielerlei Hinsicht ihre Minolta-Wurzeln nicht verleugnen. In abgeschwächter Form gilt das auch noch für die am 6. September 2007 offiziell vorgestellte Alpha 700.

## Übersicht von Kameras und Modellreihen
Analogkameras
| Kompaktkameras | Messsucherkameras | 110er Kameras | Spiegelreflexkameras mit SR-Bajonett | Spiegelreflexkameras mit A-Bajonett |
| --- | --- | --- | --- | --- |
| - Hi-Matic C (1970) - Hi-Matic 5 (1971) - Hi-Matic G (1974) Riva Reihe (Kleinbildfilm) - Riva Zoom 105i (1990) - Riva Zoom 70EX (1993–1996) - Riva Zoom 90c (1993) - Riva Zoom 150 (2000) - Riva Zoom 115 (2001) Vectis Reihe (APS-System) - Vectis 10 (1996) - Vectis 20 (1996) - Vectis S1 (1996) - Vectis S100 (1997) - Vectis 200 (1998) - Vectis Weathermatic (1998) - Vectis 260 (1999) | - Minolta A (1955) - Minolta A2 (1955) - Minolta Super A (1957) - Minolta A2 LT (1958) - Minolta V2 (1958) - Minolta Uniomat (1960) - Minolta Uniomat II (1961) - Minolta Uniomat III (1964) - Minolta S (1964) - Minolta P (1964) - Minolta AL-S (1964) - Minolta Elekctro Shot (1965) Hi-Matic Reihe - Hi-Matic (1962) - Hi-Matic 7 (1963) - Hi-Matic 7s (1966) - Hi-Matic 9 (1966) - Hi-Matic 11 (1969) - Hi-Matic E (1971) - Hi-Matic F (1972) - Hi-Matic 7 sII (1973) - Hi-Matic GF (1984) | - Minolta 110 Zoom SLR (1976–1979) - Minolta 110 Zoom SLR Mark II (1979) | Minolta SR Reihe - Minolta SR-2 (1958) - Minolta SR-1 (1959) - Minolta SR-3 (1960) - Minolta SR-7 (1962) | - Minolta 7000 (1985-) - Minolta 9000 (1985-) - Minolta 5000 (1986-) |
| - Hi-Matic C (1970) - Hi-Matic 5 (1971) - Hi-Matic G (1974) Riva Reihe (Kleinbildfilm) - Riva Zoom 105i (1990) - Riva Zoom 70EX (1993–1996) - Riva Zoom 90c (1993) - Riva Zoom 150 (2000) - Riva Zoom 115 (2001) Vectis Reihe (APS-System) - Vectis 10 (1996) - Vectis 20 (1996) - Vectis S1 (1996) - Vectis S100 (1997) - Vectis 200 (1998) - Vectis Weathermatic (1998) - Vectis 260 (1999) | - Minolta A (1955) - Minolta A2 (1955) - Minolta Super A (1957) - Minolta A2 LT (1958) - Minolta V2 (1958) - Minolta Uniomat (1960) - Minolta Uniomat II (1961) - Minolta Uniomat III (1964) - Minolta S (1964) - Minolta P (1964) - Minolta AL-S (1964) - Minolta Elekctro Shot (1965) Hi-Matic Reihe - Hi-Matic (1962) - Hi-Matic 7 (1963) - Hi-Matic 7s (1966) - Hi-Matic 9 (1966) - Hi-Matic 11 (1969) - Hi-Matic E (1971) - Hi-Matic F (1972) - Hi-Matic 7 sII (1973) - Hi-Matic GF (1984) | - Minolta Pocket Autopak 70 - Minolta Pocket Autopak 50 (1973) - Minolta Pocket Autopak 270 (1976) - Minolta Pocket Autopak 250 (1976) - Minolta Pocket Autopak 230 (1976) - Minolta Pocket Autopak 450E (1977) - Minolta Pocket Autopak 430 Ex - Minolta Pocket Autopak 460Tx (1982) - Minolta Weathermatik-A (1980) | Minolta SR-T Reihe - Minolta SR-T 101 (1966–1975) - Minolta SR-T 100 (1971–1975) - Minolta SR-M (1970–1975) - Minolta SR-T MC (1973–1975) - Minolta SR-T 201 (1973–1975) - Minolta SR-T 303 (1973–1975) - Minolta SR-T 202 (1975–1977) - Minolta SR-T 303b (1975–1977) - Minolta SR-T 101b / SR 101 (1975–1977) - Minolta SR-T 100x (1977–1981) - Minolta SR-T SC-II (1977–1980) | - Minolta Dynax 3000i - Minolta Dynax 7000i - Minolta Dynax 5000i - Minolta Dynax 8000i - Minolta Dynax 3xi - Minolta Dynax 7xi - Minolta Dynax 2xi - Minolta Dynax 5xi - Minolta Dynax 9xi - Minolta Dynax SPxi - Minolta Dynax 700si - Minolta Dynax 500si - Minolta Dynax 300si - Minolta Dynax 500si super - Minolta Dynax 600si classic - Minolta Dynax 800si - Minolta Dynax 505si - Minolta Dynax 505si super - Minolta Dynax 9 - Minolta Dynax 303si - Minolta Dynax 404si - Minolta Dynax 9Ti - Minolta Dynax 7 - Minolta Dynax 5 - Minolta Dynax 7 Limited - Minolta Dynax 4 - Minolta Dynax 3L - Minolta Dynax 40 - Minolta Dynax 60 |
| - Hi-Matic C (1970) - Hi-Matic 5 (1971) - Hi-Matic G (1974) Riva Reihe (Kleinbildfilm) - Riva Zoom 105i (1990) - Riva Zoom 70EX (1993–1996) - Riva Zoom 90c (1993) - Riva Zoom 150 (2000) - Riva Zoom 115 (2001) Vectis Reihe (APS-System) - Vectis 10 (1996) - Vectis 20 (1996) - Vectis S1 (1996) - Vectis S100 (1997) - Vectis 200 (1998) - Vectis Weathermatic (1998) - Vectis 260 (1999) | - Minolta A (1955) - Minolta A2 (1955) - Minolta Super A (1957) - Minolta A2 LT (1958) - Minolta V2 (1958) - Minolta Uniomat (1960) - Minolta Uniomat II (1961) - Minolta Uniomat III (1964) - Minolta S (1964) - Minolta P (1964) - Minolta AL-S (1964) - Minolta Elekctro Shot (1965) Hi-Matic Reihe - Hi-Matic (1962) - Hi-Matic 7 (1963) - Hi-Matic 7s (1966) - Hi-Matic 9 (1966) - Hi-Matic 11 (1969) - Hi-Matic E (1971) - Hi-Matic F (1972) - Hi-Matic 7 sII (1973) - Hi-Matic GF (1984) | - Minolta Pocket Autopak 70 - Minolta Pocket Autopak 50 (1973) - Minolta Pocket Autopak 270 (1976) - Minolta Pocket Autopak 250 (1976) - Minolta Pocket Autopak 230 (1976) - Minolta Pocket Autopak 450E (1977) - Minolta Pocket Autopak 430 Ex - Minolta Pocket Autopak 460Tx (1982) - Minolta Weathermatik-A (1980) | Minolta X Reihe - Minolta Xm / X-1 / XK (1972–1981) - Minolta Xm Motor (1976–1981) - Minolta XE-1 (1975-) - Minolta XE-5 (1976-) - Minolta XD 7 (1977–1984) - Minolta XD 5 (1979–1983) - Minolta XD-s (1980-198 ) - Minolta XG 2 / XG-E (1977–1980) - Minolta XG 1 (1979–1982) - Minolta XG 9 / XG-s (1979-) - Minolta X-7 (1980-) - Minolta XG-M / X-70 (1981–1984) - Minolta XG-A (1981-) - Minolta X 700 (1981–1999 ) - Minolta X-500 / X-570 (1983- ) - Minolta X 300 / X-370 (1984–1989) - Minolta X 300s (1990–1995) - Minolta X 500s | - Minolta Dynax 3000i - Minolta Dynax 7000i - Minolta Dynax 5000i - Minolta Dynax 8000i - Minolta Dynax 3xi - Minolta Dynax 7xi - Minolta Dynax 2xi - Minolta Dynax 5xi - Minolta Dynax 9xi - Minolta Dynax SPxi - Minolta Dynax 700si - Minolta Dynax 500si - Minolta Dynax 300si - Minolta Dynax 500si super - Minolta Dynax 600si classic - Minolta Dynax 800si - Minolta Dynax 505si - Minolta Dynax 505si super - Minolta Dynax 9 - Minolta Dynax 303si - Minolta Dynax 404si - Minolta Dynax 9Ti - Minolta Dynax 7 - Minolta Dynax 5 - Minolta Dynax 7 Limited - Minolta Dynax 4 - Minolta Dynax 3L - Minolta Dynax 40 - Minolta Dynax 60 |
| - Hi-Matic C (1970) - Hi-Matic 5 (1971) - Hi-Matic G (1974) Riva Reihe (Kleinbildfilm) - Riva Zoom 105i (1990) - Riva Zoom 70EX (1993–1996) - Riva Zoom 90c (1993) - Riva Zoom 150 (2000) - Riva Zoom 115 (2001) Vectis Reihe (APS-System) - Vectis 10 (1996) - Vectis 20 (1996) - Vectis S1 (1996) - Vectis S100 (1997) - Vectis 200 (1998) - Vectis Weathermatic (1998) - Vectis 260 (1999) | Kameras mit Wechselobjektiv - Minolta 35 (1947) - Minolta A3 (1959) - Minolta A5 (1960) - Minolta CLE (1982–1985) | - Minolta Pocket Autopak 70 - Minolta Pocket Autopak 50 (1973) - Minolta Pocket Autopak 270 (1976) - Minolta Pocket Autopak 250 (1976) - Minolta Pocket Autopak 230 (1976) - Minolta Pocket Autopak 450E (1977) - Minolta Pocket Autopak 430 Ex - Minolta Pocket Autopak 460Tx (1982) - Minolta Weathermatik-A (1980) | | - Minolta Dynax 3000i - Minolta Dynax 7000i - Minolta Dynax 5000i - Minolta Dynax 8000i - Minolta Dynax 3xi - Minolta Dynax 7xi - Minolta Dynax 2xi - Minolta Dynax 5xi - Minolta Dynax 9xi - Minolta Dynax SPxi - Minolta Dynax 700si - Minolta Dynax 500si - Minolta Dynax 300si - Minolta Dynax 500si super - Minolta Dynax 600si classic - Minolta Dynax 800si - Minolta Dynax 505si - Minolta Dynax 505si super - Minolta Dynax 9 - Minolta Dynax 303si - Minolta Dynax 404si - Minolta Dynax 9Ti - Minolta Dynax 7 - Minolta Dynax 5 - Minolta Dynax 7 Limited - Minolta Dynax 4 - Minolta Dynax 3L - Minolta Dynax 40 - Minolta Dynax 60 |